# پیمان چهارجانبه
اتحاد چهارجانبه پیمانی بود که در ۲۰ نوامبر ۱۸۱۵ بین چهار قدرت بزرگ اروپایی بریتانیا، اتریش، پروس و روسیه در پاریس امضا شد. این پیمان تا سال ۱۸۱۸ ادامه یافت و پس از آن با پیوستن فرانسه به اتحاد پنج‌جانبه تغییر پیدا کرد.

## پیش‌زمینه
اتحاد مقدس سازمانی بود که پس از سقوط ناپلئون توسط امپراتوران و سلاطین اروپا ایجاد شد و هدفش سرکوب نهضت‌های انقلابی و آزادی در اروپا بود. این سازمان در ۱۴ سپتامبر سال ۱۸۱۵ در پاریس رسماً تشکیل شد و تقریباً کلیه سلاطین و تاجداران اروپا که حافظ نظام اشرافی و مخالف هر گونه تحول دموکراتیک و استقلال طلبانه بودند به این اتحاد مقدس پیوستند. بریتانیا اگر چه رسماً به این سازمان نپیوست ولی اصول آن را تأیید می‌کرد و علناً از سیاست آن طرفداری می‌کرد.
عدم کفایت اتحاد مقدس از یک سو و تضاد منافع روسیه با بریتانیا و اتریش از سوی دیگر دو کشور را برآن داشت تا خود ابتکار عمل را به کار گیرند و خلأ یک اتحاد قدرتمند را پر کنند. در ۲۰ نوامبر ۱۸۱۵ در پاریس پیمانی را که به پیمان چهارجانبه مشهور است امضا کردند.

## دخالت در خاک دیگر کشورها
به موجب مواد ۲–۵ قرارداد کشورهای عضو می‌توانستند در مواردی که این قدرت‌ها مورد تهدید بگیرد بتوانند عملیات خود را هماهنگ کرده و وارد عمل شوند. قرارداد همچنین بر لزوم مقابله در خاک دیگر کشورها علیه نیروهای انقلابی هم تأکید کرده بود.
در نشست‌های قرارداد دو نظر متفاوت و متضاد دربارهٔ مداخله وجود داشت. بریتانیا معتقد بود اتحاد چهارگانه از لحاظ نظامی باید تنها متوجه فرانسه باشد و اتحاد نباید در مورد نیروهای انقلابی در کشورهای دیگر یا مسائل داخلی عثمانی و مستعمرات آمریکایی دخالت کند؛ ولی روسیه اصرار داشت اتحاد عام تلقی شود و بتواند در مسائل همه کشورها از جمله حوزه مدیترانه و آمریکا را مورد بررسی قرار دهد.

## سیستم سرکوب مترنیخ
تلاش روسیه برای به دست گرفتن دیپلماسی اروپا و کسب حق مطالبه در چهارگوشه دنیا، باعث نگرانی مترنیخ، وزیر خارجه اتریش شد و وی را بر آن داشت تا دست به دو اقدام بزند:
- در مقابل کم‌توجهی بریتانیا به مسائل قاره اروپا، ابزار سرکوب موثرتری پیدا کند
- در مقابل توسعه طلبی روسیه سیستم مطمئنی به وجود آورد که دیپلماسی آن را مهار کند.[۵]

تلاش‌های مترنیخ در نهایت موجب پیمان اکس لاشاپل در ۱۸۱۸، افزوده شدن فرانسه به پیمان چهارجانبه و تبدیل آن به پیمان پنج‌جانبه شد.

## نوشتارهای مرتبط
- کنسرت اروپا
- اتحاد مقدس
- پیمان اکس لاشاپل
- قدرت‌های بزرگ